# Wilhelmsfeld
Wilhelmsfeld é um município da Alemanha localizado no distrito de Rhein-Neckar-Kreis, região administrativa de Karlsruhe, estado da Baden-Württemberg.